# Nycteribia
Nycteribia är ett släkte av tvåvingar. Enligt Catalogue of Life ingår Nycteribia i familjen lusflugor, men enligt Dyntaxa är tillhörigheten istället familjen fladdermusflugor.

## Dottertaxa tillNycteribia, i alfabetisk ordning[1][2]
- Nycteribia allotopa
- Nycteribia allotopoides
- Nycteribia alternata
- Nycteribia bakeri
- Nycteribia becki
- Nycteribia capensis
- Nycteribia dentata
- Nycteribia exacuta
- Nycteribia formosana
- Nycteribia kolenatii
- Nycteribia latiterga
- Nycteribia latreillii
- Nycteribia lindbergi
- Nycteribia meridiana
- Nycteribia mikado
- Nycteribia papuensis
- Nycteribia parilis
- Nycteribia parvula
- Nycteribia parvuloides
- Nycteribia pedicularia
- Nycteribia pleuralis
- Nycteribia progressa
- Nycteribia pygmaea
- Nycteribia quasiocellata
- Nycteribia rothschildi
- Nycteribia sarasini
- Nycteribia schmidlii
- Nycteribia scotti
- Nycteribia stylidiopsis
- Nycteribia triangularis
- Nycteribia uenoi
- Nycteribia vexata
- Nycteribia vicaria